# Еммануель Ріва
Еммануель Ріва (фр. Emmanuelle Riva; 24 лютого 1927, Шеніменій, Франція — 27 січня 2017, Париж) — французька акторка театру і кіно.

## Біографія
Полетт Жермена Ріва, більш відома як Еммануель Ріва, народилася в Лотарингії, регіоні на північному сході Франції. Батьки хотіли бачити її швачкою, але попри це в 1953 році вона приїхала до Парижа і вступила до Центру драматичного мистецтва. Студенткою змінила ім'я на Еммануель Ріва. В кінці 1950-х років отримувала різні ролі в театрі, а з 1957 року і в кіно. У 1959 році на екрани вийшов фільм «Хіросіма, любов моя», де Ріва виконала одну з провідних ролей.

## Фільмографія
- 1959: Хіросіма, любов моя
- 1959: Капо
- 1961: Леон Морен, священик
- 1962: Тереза Дейскеру
- 1964: Фома — самозванець
- 1967: Професійні ризики
- 1993: Три кольори: Синій
- 1993: Салон краси «Венера»
- 2001: Médée
- 2009: Чоловік та його собака
- 2011: Канікули на морі
- 2012: Любов
- 2017: Дива в Парижі — Марта